# Vadász Bea
Vadász Bea (Budapest, 1979. július 12. –) magyar szinkronszínész. Kilencéves kora óta szinkronizál. A Balassa János Egészségügyi Gimnázium után a Kaposvári Egyetem CSVM Pedagógiai Főiskolai Karon diplomázott. Németül és angolul beszél. Párja Előd Álmos. Egy kislány édesanyja.

## Munkássága

### Filmbeli szerepei
| Cím | Szereplő |
| --- | -------- |
|     |          |

### Szinkronszerepei

#### Filmek
| Cím                                               | Szereplő                | Színész            |
| ------------------------------------------------- | ----------------------- | ------------------ |
| Léon, a profi                                     | Mathilda                | Natalie Portman    |
| Jumanji                                           | Judy Shepherd           | Kirsten Dunst      |
| Lázadj!                                           | Verena von Stefan       | Kirsten Dunst      |
| Horrorra akadva                                   | Cindy Campbell          | Anna Faris         |
| Horrorra akadva 2.                                | Cindy Campbell          | Anna Faris         |
| Horrorra akadva 4.                                | Cindy Campbell          | Anna Faris         |
| Austin Powers – Aranyszerszám                     | Fook Yu / Nu Ni         | Carrie Ann Inaba   |
| Az utolsó skót király                             | Kay Amin                | Kerry Washington   |
| Az élet háza                                      | Alyssa Beck             | Jena Malone        |
| Sweeney Todd, a Fleet Street démoni borbélya      | Johanna Barker          | Jayne Wisener      |
| Amerikai pite                                     | Victoria 'Vicky' Lathum | Tara Reid          |
| Amerikai pite 2.                                  | Victoria 'Vicky' Lathum | Tara Reid          |
| Időzített bomba                                   | Lizzy                   | Stephi Lineburg    |
| Amerikai pite 4. – A zenetáborban                 | Arianna                 | Lauren C. Mayhew   |
| Pókember                                          | Mary Jane Watson        | Kirsten Dunst      |
| Pókember 2.                                       | Mary Jane Watson        | Kirsten Dunst      |
| Pókember 3.                                       | Mary Jane Watson        | Kirsten Dunst      |
| Csavard be, mint Beckham                          | Meena                   | Pooja Shah         |
| Elizabethtown                                     | Claire Colburn          | Kirsten Dunst      |
| Egy makulátlan elme örök ragyogása                | Mary                    | Kirsten Dunst      |
| Mona Lisa mosolya                                 | Betty Warren            | Kirsten Dunst      |
| Rockhajó                                          | Marianne                | Talulah Riley      |
| Halálos kitérő                                    | Carly                   | Emmanuelle Chriqui |
| Addams Family – A galád család                    | Sütiárus cserkészlány   | Mercedes McNab     |
| Cool túra                                         | Beth Wagner             | Amy Smart          |
| Férfias játékok (1. szinkron)                     | Sally Ryan              | Thora Birch        |
| Büszkeség és balítélet                            | Mary Bennet             | Talulah Riley      |
| Step up                                           | Nora Clark              | Jenna Dewan        |
| Hölgyválasz                                       | Tina                    | Diana Salvatore    |
| A holló                                           | Sarah                   | Rochelle Davis     |
| Jurassic Park                                     | Alexis „Lex” Murphy     | Ariana Richards    |
| Kedvencek temetője                                | Blaze Berdahl           | Ellie Creed        |
| Vér: Az utolsó vámpír                             | Alice McKee             | Allison Miller     |
| A rettegés háza                                   | Lisa                    | Rachel Nichols     |
| Szerelem és házasság                              | Mary                    | Lauren German      |
| Addams Family 2. – Egy kicsivel galádabb a család | Wednesday Addams        | Christina Ricci    |

#### Sorozatok
| Cím                                                   | Szereplő                         | Színész                                |
| ----------------------------------------------------- | -------------------------------- | -------------------------------------- |
| Török kezdőknek                                       | Lena Schneider                   | Josefine Preuß                         |
| Boldog család                                         | Tami                             | Susanna Wellenbrink                    |
| Az élet megy tovább                                   | Rebecca 'Becca' Thatcher         | Kellie Martin                          |
| Egyről a kettőre                                      | Alicia "Al" Lambert              | Christine Lakin                        |
| Váratlan utazás                                       | Sara Stanley                     | Sarah Polley                           |
| A farm, ahol élünk                                    | Laura Ingalls Wilder             | Melissa Gilbert (második hang)         |
| Blossom                                               | Six LeMeure                      | Jenna von Oÿ                           |
| Öten a szigeten                                       | George                           | Jemima Rooper                          |
| Az elveszett világ                                    | Annie Porter                     | Jenny Drugan                           |
| Az első csók                                          | Justine Girard                   | Camille Raymond (második hang)         |
| Második csók                                          | Justine Girard                   | Camille Raymond                        |
| Mágusok                                               | Riana                            | Gosia Piotrowska                       |
| Aki bújt, aki nem                                     | Busy (Elizabeth) Ramone          | Lani Billard                           |
| Zűrzavaros vakáció                                    | Alex                             | Diana Eskell                           |
| Ki a főnök?                                           | Samantha Micelli                 | Alyssa Milano                          |
| Kalandok Kythera szigetén                             | Tik                              | Rebekah Elmaloglou                     |
| Szívek szállodája                                     | Lane Kim                         | Keiko Agena                            |
| Maffiózók                                             | Meadow Soprano                   | Jamie-Lynn Sigler (Jamie-Lynn DiScala) |
| Ikercsajok                                            | Tamera Campbell                  | Tamera Mowry                           |
| Deed bíró                                             | Charlie Deed                     | Louisa Clein                           |
| Ármány és szenvedély                                  | Chloe Lane                       | Nadia Bjorlin                          |
| Buffy, a vámpírok réme                                | Willow Rosenberg                 | Alyson Hannigan (második hang)         |
| Rém rendetlen család                                  | Angela                           | Autumn Reeser                          |
| Félix kutyának áll a világ                            | Julia Koenig                     | Nadine Neumann                         |
| Csacska angyal                                        | Olivia                           | Brenda Gandini                         |
| Vad szenvedélyek                                      | Sol                              | Florencia Bertotti                     |
| Egy rendes család                                     | Nora Seide                       | Annalena Duken                         |
| Pláza                                                 | Francesca Bettini                | Melania Maccaferri                     |
| Cinecitta                                             | Chiara                           | Carlotta Lo Greco                      |
| A liliomlány                                          | Isela                            | Altair Jarabo                          |
| Kórház a város szélén 20 év múlva                     | Kamila                           | Gabriela Csinová                       |
| Szeretők és titkok                                    | Fiore Leonardi                   | Benedetta Gargari                      |
| Észak és Dél                                          | Brett Main Hazard                | Genie Francis                          |
| Isteni sugallat                                       | Joan Girardi                     | Amber Tamblyn                          |
| Everwood                                              | Madison Kellner                  | Sarah Lancaster                        |
| Titokzatos Násztya                                    | Princess Lisa Dolgorukaya        | Anna Tabanina                          |
| A narancsvidék                                        | Taylor Townsend                  | Autumn Reeser                          |
| Otthonunk                                             | Kirsty Phillips                  | Christie Hayes                         |
| Roswell                                               | Liz Parker                       | Shiri Appleby                          |
| Fekete gyöngy                                         | Lucila Álvarez, Toledo de Baggio | María Pía                              |
| Ed                                                    | Diane Snyder                     | Ginnifer Goodwin (Tv2 szinkronverzió)  |
| Boszorkák                                             | Perie the Faerie                 | Katrine De Candole                     |
| Egy kamasz lány naplója                               | Ellie                            | Olivia Hallinan                        |
| Jó kis bagázs                                         | Louise                           | Elsa Saladin                           |
| Terminátor – Sarah Connor krónikái                    | Cameron Phillips                 | Summer Glau                            |
| A palota ékköve                                       | Lee Yeon-Saeng                   | Park Eun-Hye                           |
| Barátok és szerelmek                                  | Lucinda Balboa                   | Francesca Guillén                      |
| Skins                                                 | Michelle Richardson              | April Pearson                          |
| Veronica Mars                                         | Parker Lee                       | Julie Gonzalo                          |
| Greek - A szövetség                                   | Rebecca Logan                    | Dilshad Vadsaria                       |
| A bosszú álarca                                       | Camila Moncada                   | Ximena Duque                           |
| Soñadoras – Szerelmes álmodozók                       | Anita 'Ana' Linarres             | Irán Castillo                          |
| A Bárka                                               | Ainhoa Montero                   | Blanca Suárez                          |
| Internátus                                            | Julia Medina                     | Blanca Suárez                          |
| A korona hercege                                      | Hwawan hercegnő                  | Seong Hyeon-ah                         |
| Sarah Jane kalandjai (3. évad -) ChartresRani Chandra | Anjli Mohindra                   |                                        |
| Soy Luna                                              | Ámbar Smith                      | Valentina Zenere                       |
| Az utolsó ember a földön                              | Melissa Chartres                 | January Jones                          |
| Cobra 11                                              | Jennifer "Jenny" Dorn            | Katrin Heß                             |

#### Animációs filmek
| Cím                          | Szereplő             | Színész           |
| ---------------------------- | -------------------- | ----------------- |
| Harmadik Shrek               | Guinevere            | Latifa Ouaou      |
| Horton                       | Jessica Quilligan    | Laura Ortiz       |
| Kis Vuk                      | Rókakölyök           | –                 |
| A Thornberry család          | Debbie Thornberry    | Danielle Harris   |
| Scooby-Doo és a Koboldkirály | Fűzfa tündérhercegnő | Hayden Panettiere |

#### Animációs sorozatok
| Cím                                                 | Szereplő                                  | Színész                                  |
| --------------------------------------------------- | ----------------------------------------- | ---------------------------------------- |
| A Barkács Kölyökklub                                | Clara                                     |                                          |
| Állati küldetés                                     | Aviva                                     | Athena Karkanis                          |
| Avatár – Aang legendája                             | Yue hercegnő (1. hang)                    | ?                                        |
| Én kicsi pónim: Varázslatos barátság                | Twilight Sparkle                          | Tara Strong (énekhang: Rebecca Shoichet) |
| Felspannolva                                        | Fin                                       | Katie Crown                              |
| Gumball csodálatos világa                           | Nicole Watterson (1. szinkron: 1-2. évad) | Teresa Gallagher                         |
| Jimmy Neutron kalandjai                             | Cindy Vortex                              | Carolyn Lawrence                         |
| Marcelino                                           | Candela (1. szinkron: 1-2. évad)          | ?                                        |
| Pindur pandúrok                                     | Puszedli                                  | Tara Strong                              |
| A Thornberry család                                 | Debbie Thornberry                         | Danielle Harris                          |
| Tündéri keresztszülők                               | Vicky (Nickelodeon-változat)              | Grey DeLisle                             |
| W.I.T.C.H. (2. évad)                                | Miranda                                   | Grey DeLisle                             |
| Miraculous - Katicabogár és Fekete Macska kalandjai | Arlette (Nadia főnöke)                    | Nathalie Homs                            |
| Sonic Boom                                          | Amy Rose                                  | Cindy Robinson                           |
| Szipi és Szuper                                     | Flip-flop                                 | [Kosha Engler]                           |

#### Anime
| Cím                                                                  | Szereplő                       | Színész         |
| -------------------------------------------------------------------- | ------------------------------ | --------------- |
| Bleach                                                               | Ariszava Tacuki                | Noda Dzsunko    |
| Conan, a detektív                                                    | Mouri Ran                      | Jamazaki Vakana |
| Conan, a detektív – Az első mozifilm: Bomba a felhőkarcolóban (film) | Mouri Ran                      | Jamazaki Vakana |
| Dragon Ball Z                                                        | Emily                          | ?               |
| Égenjárók (film)                                                     | Kuszanagi Szuito               | Kikucsi Rinko   |
| Fullmetal Alchemist – Testvériség                                    | Lan Fan                        | Mizuki Nana     |
| Kaleido Star                                                         | May Wong                       | Nakahara Mai    |
| A Kaptár – Bioterror (film)                                          | Angela Miller                  | Laura Bailey    |
| Kilari                                                               | Ogura Erina                    | Maszako Dzsó    |
| Mesék Hófehérkéről                                                   | Flóra, Lili (2. hang)          | ?               |
| Monte Cristo grófja                                                  | Valentine de Villefort         | Mjura Dzsunko   |
| Naruto                                                               | Temari (Jetix-változat)        | Romi Park       |
| Rómeó és Júlia                                                       | Hermione                       | Óhara Szajaka   |
| Sámán király                                                         | Uszui Pilika (2. hang)         | Kavakami Tomoko |
| Slayers Revolution - A kis boszorkány                                | Pokota                         | Kobajasi Jumiko |
| A tenger zúgása (film)                                               | Simizu Akiko                   | Amano Juri      |
| Trinity Blood – Vér és kereszt                                       | Kate Scott nővér               | Nabatame Hitomi |
| Tsubasa kapitány 2002                                                | Aoba Jajoi, Fudzsiszava Josiko | ?               |
| Vadmacska kommandó                                                   | Christy                        | ?               |
| A vándorló palota (film)                                             | lány a kalapboltban            | ?               |
| Yu Yu Hakusho – A szellemfiú                                         | Botan                          | Mijuki Szanae   |

#### Játékok
| Cím                   | Szereplő                        |
| --------------------- | ------------------------------- |
| League of Legends     | Orianna, Quinn, Poppy (2015-ig) |
| Detroit: Become Human | Kara                            |